# Mas Gras (Palafrugell)
El Mas Gras és una obra de Palafrugell (Baix Empordà) protegida com a Bé Cultural d'Interès Local.

## Descripció
Masia de planta basilical amb plant baixa, pis i golfes. La coberta és a dues aigües de teula àrab amb carener perpendicular a la façana. Les obertures estan distribuïdes irregularment. La porta d'entrada és d'arc de mig punt. A les golfes hi ha una galeria de tres finestres d'arc de mig punt. L'aparell constructiu queda a la vista.